# Джеймі Гарріс
Джеймі Гарріс (англ. Jamie Harris; нар. 15 травня 1963) — британський актор.

## Біографія
Джемі Гарріс народився 15 травня 1963 року в сім'ї актора Річарда Гарріса і світської левиці Елізабет Ріс-Вільямс. Актор Джаред Гарріс і режисер Даміан Гарріс є його братами.
Першу дебютну роль в кіно Джеймі Гарріс зіграв у 1992 році у серіалі «Горець». Його партнерами по знімальному майданчику тоді були Едріан Пол і Стен Кірш. 
Брав участь в зйомках і озвучуванні фільмів: «Повстання планети мавп» (2011), «Лемоні Снікет: 33 нещастя» (2004), «В ім'я батька» (1993) тощо; серіалів: «Американська історія жахів» (2011-2016), «C.S.I. Місце злочину» (2000-2015), «Чарівне місто» (2012-2013) та ін.

## Фільмографія

### Фільми
| Рік  | Українська назва            | Оригінальна назва                               | Роль                              |
| ---- | --------------------------- | ----------------------------------------------- | --------------------------------- |
| 1993 | В ім'я батька               | In the Name of the Father                       | Дептфорд Джим                     |
| 1994 | Принцеса Карабу             | Princess Caraboo                                | Том                               |
| 1995 | Дикі серця                  | Savage Hearts                                   | Джоні                             |
| 1997 | Торкнися мене               | Touch Me                                        | Лінк                              |
| 1997 | Марі з Бухти ангелів        | Marie from the Bay of Angels                    | Джимі                             |
| 1997 |                             | Suicide, the Comedy                             | Метт Гірш                         |
| 1997 | Загублений син              | The Lost Son                                    | Хоппер                            |
| 1999 |                             | Made Men                                        | Ройс                              |
| 2000 | Швидка їжа, швидка жінка    | Fast Food Fast Women                            | Бруно                             |
| 2000 |                             | Dinner Rush                                     | Шон                               |
| 2001 |                             | The Big Heist                                   | Френкі Барк                       |
| 2001 | Все схвачено!               | Made                                            | Роге                              |
| 2001 |                             | The Next Big Thing                              | Діч                               |
| 2001 |                             | Subterrain                                      | Сеамус                            |
| 2002 |                             | Nancy & Frank – A Manhattan Love Story          | Анатолій Макаров                  |
| 2003 |                             | Rick                                            | Мік                               |
| 2004 | Лемоні Снікет: 33 нещастя   | Lemony Snicket's A Series of Unfortunate Events | Гакорукий Фердинальд              |
| 2005 | Новий Світ                  | The New World                                   | Емері                             |
| 2006 |                             | Flannel Pajamas                                 | Бред                              |
| 2006 |                             | 508 Nelson                                      | Терв Немов                        |
| 2006 | Вбивство Джона Леннона      | The Killing of John Lennon                      |                                   |
| 2006 | Престиж                     | The Prestige                                    | Саллен Вердер                     |
| 2007 |                             | I Believe in America                            | Рейнальдо                         |
| 2009 | Адреналін 2: Висока напруга | Crank: High Voltage                             |                                   |
| 2009 | Ніч демонів                 | Night of the Demons                             | Найджел                           |
| 2009 | Лезо ножа                   | Knife Edge                                      | Дерек                             |
| 2010 | Гарний малий                | Mr. Nice                                        | Патрік Лейн                       |
| 2011 | Зелений шершень             | The Green Hornet                                |                                   |
| 2011 | Повстання планети мавп      | Rise of the Planet of the Apes                  | Родні                             |
| 2011 | Господи, благослови Америку | God Bless America                               | Американський суперзірковий суддя |
| 2011 |                             | Lost Revolution                                 | Рейнальдо                         |
| 2012 | Два Джеки                   | Two Jacks                                       | Колін                             |
| 2014 | Викуп кров'ю                | Blood Ransom                                    | Білл                              |
| 2015 |                             | The Frontier                                    | Флінн                             |

### Телебачення
| Рік       | Українська назва                          | Оригінальна назва                   | Роль            | Примітки  |
| --------- | ----------------------------------------- | ----------------------------------- | --------------- | --------- |
| 1996      | Горець (телесеріал)                       | Highlander: The Series              | Данієль Гейдер  |           |
| 1999      | Її звали Нікіта                           | La Femme Nikita                     | Зальман         |           |
| 2001      | Загублений батальйон                      | The Lost Battalion                  | сержант Гедеке  | телефільм |
| 2008      | Життя як вирок                            | Life                                | Джастін Тапп    |           |
| 2009      | CSI: Місце злочину                        | CSI: Crime Scene Investigation]     | Говар Велко     |           |
| 2010      | Незвичайна сімейка                        | No Ordinary Family]                 | Рід Кобленз     |           |
| 2011      | Менталіст                                 | The Mentalist                       | Маркус Лансдаль |           |
| 2011      | Білий комірець                            | White Collar                        | Елліотт Річмонд |           |
| 2011      | Американська історія жаху: Будинок-убивця | American Horror Story: Murder House | Франклін        |           |
| 2012      | C.S.I.: Місце злочину Маямі               | CSI: Miami                          | Едді Костер     |           |
| 2013      | Морська поліція: Лос-Анджелес             | NCIS: Los Angeles                   | Томмі Краус     |           |
| 2013      | Чарівне місто                             | Magic City                          | Нікі Грілло     |           |
| 2014-2015 | S.H.I.E.L.D.                              | Agents of S.H.I.E.L.D.              | Гордон          |           |
| 2014-2016 | Поворот: Шпигуни Вашингтона               | Turn: Washington's Spies            | Вілл Робезон    |           |
| 2017      | Чарівники                                 | The Magicians                       | Фріар Джозеф    |           |
| 2014-2017 | Королівство                               | Kingdom                             | Террі           |           |
| 2019      | Карнівал Роу                              | Carnival Row                        |                 |           |